# Tordas, Fejér
Tordas  este un sat în districtul Martonvásár, județul Fejér, Ungaria, având o populație de 1.964 de locuitori (2011). 

## Demografie
Componența etnică a satului Tordas
     Maghiari (96,73%)
     Germani (1,72%)
     Necunoscut (1,11%)
     Romi (0,44%)
     Alții (1,11%)
Componența confesională a satului Tordas
     Romano-catolici (24,85%)
     Fără religie (19,3%)
     Luterani (13,29%)
     Reformați (10,18%)
     Atei (2,65%)
     Necunoscută (29,18%)
     Alte religii (3,51%)
Conform recensământului din 2011, satul Tordas avea 1.964 de locuitori. Din punct de vedere etnic, majoritatea locuitorilor (96,73%) erau maghiari, cu o minoritate de germani (1,72%). Apartenența etnică nu este cunoscută în cazul a 1,11% din locuitori. Nu există o religie majoritară, locuitorii fiind romano-catolici (24,85%), persoane fără religie (19,3%), luterani (13,29%), reformați (10,18%) și atei (2,65%). Pentru 29,18% din locuitori nu este cunoscută apartenența confesională.